# 赵李桥镇
赵李桥镇，是中华人民共和国湖北省咸寧市赤壁市下辖的一个乡镇级行政单位。

## 行政区划
赵李桥镇下辖以下地区：
赵李桥社区、羊楼洞社区、赵李桥村、蓼坪村、柳林村、羊楼司村、羊楼洞村、雷家桥村、百花岭村和石人泉村。

## 交通
- 京广铁路：赵李桥站

## 中国传统村落
2012年，羊楼洞村被评为首批“中国传统村落”。